# Lista de governadores de Fernando de Noronha
Esta é uma lista de governadores do Território Federal de Fernando de Noronha, que foi uma região de administração federal até a Constituição brasileira de 1988, quando passou a ser um distrito estadual de Pernambuco.
| Nº | Nome                                | Imagem | Início do mandato       | Fim do mandato          | Observações |
| -- | ----------------------------------- | ------ | ----------------------- | ----------------------- | ----------- |
| 1  | Francisco Gil Castelo Branco        |        | 18 de maio de 1942      | 12 de fevereiro de 1943 | nomeado     |
| 2  | Ângelo Mendes de Morais             |        | 13 de fevereiro de 1943 | 18 de junho de 1943     | nomeado     |
| 3  | Marechal Tristão de Alencar Araripe |        | 25 de julho de 1943     | 30 de julho de 1944     | nomeado     |
| 4  | Félix de Azambuja Brilhante         |        | 22 de dezembro de 1944  | 28 de julho de 1945     | nomeado     |
| 5  | Mário Fernandes Imbiriba            |        | 29 de agosto de 1945    | 10 de setembro de 1951  | nomeado     |
| 6  | José Francisco da Costa             |        | 11 de setembro de 1951  | 17 de maio de 1954      | nomeado     |
| 7  | Antônio Coelho Neto                 |        | 17 de maio de 1954      | 20 de setembro de 1955  | nomeado     |
| 8  | Abelardo Alvarenga Mafra            |        | 20 de setembro de 1955  | 9 de abril de 1958      | nomeado     |
| 9  | José Francisco da Costa             |        | 10 de abril de 1958     | 9 de janeiro de 1961    | nomeado     |
| 10 | Jaime de Augusto da Costa e Silva   |        | 10 de janeiro de 1961   | 3 de agosto de 1971     | nomeado     |
| 11 | Ruperto Clodoaldo Pinto             |        | 3 de agosto de 1971     | 22 de junho de 1975     | nomeado     |
| 12 | Epitácio Mota Delgado               |        | 22 de junho de 1975     | 22 de julho de 1977     | nomeado     |
| 13 | César Tasso Saldanha Lemos          |        | 8 de julho de 1977      | 4 de fevereiro de 1979  | nomeado     |
| 14 | Gastão Batista de Carvalho          |        | 27 de março de 1979     | 22 de janeiro de 1981   | nomeado     |
| 15 | Raimundo de Sá Peixoto              |        | 22 de janeiro de 1981   | 9 de fevereiro de 1982  | nomeado     |
| 16 | Wellington de Carvalho              |        | 9 de fevereiro de 1982  | 22 de janeiro de 1985   | nomeado     |
| 17 | Ivanildo Teles Sirotheau Correia    |        | 22 de janeiro de 1985   | 8 de outubro de 1986    | nomeado     |
| 18 | Gerson da Silva Monteiro            |        | 8 de outubro de 1986    | 10 de agosto de 1987    | nomeado     |
| 19 | Fernando Cesar de Moreira Mesquita  |        | 10 de agosto de 1987    | 5 de outubro de 1988    | nomeado     |